# Courbeveille
Courbeveille é uma comuna francesa na região administrativa da Pays de la Loire, no departamento de Mayenne. Estende-se por uma área de 18,02 km². Em 2010 a comuna tinha 656 habitantes (densidade: 36,4 hab./km²).